# Primeira etapa de Curitiba da Stock Car Brasil de 2010
A Etapa de Curitiba 1 de 2010 foi a segunda corrida da temporada de 2010 da Stock Car Brasil. O vencedor da etapa foi o paulista Allam Khodair.

## Classificação

### Treino oficial
| Pos | Nº | Piloto           | Equipe               | Parte 1  | Parte 2  | Parte 3  | Grid |
| --- | -- | ---------------- | -------------------- | -------- | -------- | -------- | ---- |
| 1   | 80 | Marcos Gomes     | Blau-Full Time       | 1:20.048 | 1:20.270 | 1:20.175 | 1    |
| 2   | 18 | Allam Khodair    | Blau-Full Time       | 1:20.218 | 1:20.194 | 1:20.278 | 2    |
| 3   | 0  | Cacá Bueno       | Red Bull-WA Mattheis | 1:20.443 | 1:20.307 | 1:20.388 | 321  |
| 4   | 29 | Daniel Serra     | Red Bull-WA Mattheis | 1:20.030 | 1:20.315 | 1:20.539 | 331  |
| 5   | 74 | Popó Bueno       | Andreas Mattheis     | 1:20.666 | 1:20.354 | 1:20.718 | 341  |
| 6   | 14 | Luciano Burti    | Itaipava Racing      | 1:20.452 | 1:20.352 | S/T      | 3    |
| 7   | 65 | Max Wilson       | Eurofarma-RC         | 1:20.474 | 1:20.356 |          | 4    |
| 8   | 11 | Nonô Figueiredo  | Esso-Boettger        | 1:19.952 | 1:20.363 |          | 5    |
| 9   | 90 | Ricardo Mauricio | Eurofarma-RC         | 1:20.431 | 1:20.406 |          | 6    |
| 10  | 51 | Átila Abreu      | AMG Motorsport       | 1:20.649 | 1:20.514 |          | 7    |
| 11  | 99 | Xandinho Negrão  | Andreas Mattheis     | 1:20.332 | 1:20.541 |          | 8    |
| 12  | 21 | Thiago Camilo    | Vogel Motorsport     | 1:20.580 | 1:20.577 |          | 9    |
| 13  | 77 | Valdeno Brito    | Esso-Boettger        | 1:20.130 | 1:20.589 |          | 10   |
| 14  | 25 | Julio Campos     | JF Racing            | 1:20.258 | 1:20.732 |          | 11   |
| 15  | 23 | Duda Pamplona    | Officer              | 1:20.527 | 1:20.747 |          | 12   |
| 16  | 22 | Alan Hellmeister | JF Racing            | 1:20.437 | 1:20.997 |          | 13   |

- Nota 1:  Após o treino os pilotos Cacá Bueno, Daniel Serra e Popó Bueno foram punidos pela utilização de bombas de combustível auxiliares nos carros.[3][4]

### Corrida
| Pos | Nº  | Piloto               | Equipe               | Voltas | Tempo/Aband. | Grid | Pontos |
| --- | --- | -------------------- | -------------------- | ------ | ------------ | ---- | ------ |
| 1   | 18  | Allam Khodair        | Blau-Full Time       | 33     | 45min56s768  | 2    | 25     |
| 2   | 90  | Ricardo Mauricio     | Eurofarma-RC         | 33     | a 1s967      |      | 20     |
| 3   | 11  | Nonô Figueiredo      | Esso-Boettger        | 33     | a 3s261      |      | 16     |
| 4   | 65  | Max Wilson           | Eurofarma-RC         | 33     | a 3s566      |      | 14     |
| 5   | 77  | Valdeno Brito        | Esso-Boettger        | 33     | a 8s548      |      | 12     |
| 6   | 80  | Marcos Gomes         | Blau-Full Time       | 33     | a 11s257     |      | 10     |
| 7   | 51  | Átila Abreu          | AMG Motorsport       | 33     | 23s966       |      | 9      |
| 8   | 21  | Thiago Camilo        | Ipiranga-Vogel       | 33     | a 30s204     |      | 8      |
| 9   | 0   | Cacá Bueno           | Red Bull-WA Mattheis | 33     | a 39s816     | 32   | 7      |
| 10  | 63  | Lico Kaesemodel      | RCM                  | 33     | a 42s552     |      | 6      |
| 11  | 9   | Giuliano Losacco     | Flash Power Micos    | 33     | a 43s391     |      | 5      |
| 12  | 29  | Daniel Serra         | Red Bull-WA Mattheis | 33     | a 52s461     |      | 4      |
| 13  | 100 | Ricardo Zonta        | RZ Corinthians       | 33     | a 52s628     |      | 3      |
| 14  | 8   | Pedro Gomes          | Ecopads-Vogel        | 33     | a 54s629     |      | 2      |
| 15  | 33  | Felipe Maluhy        | Officer-ProGP        | 33     | a 54s878     |      | 1      |
| 16  | 74  | Popó Bueno           | Andreas Mattheis     | 33     | a 55s167     |      |        |
| 17  | 3   | Claudio Ricci        | Amir Nasr            | 33     | a 55s289     |      |        |
| 18  | 16  | Diego Nunes          | RC3-Bassani          | 33     | a 55s543     |      |        |
| 19  | 6   | Alceu Feldmann       | RCM                  | 33     | a 59s100     |      |        |
| 20  | 5   | Constantino Junior   | Amir Nasr            | 33     | a 1min03s755 |      |        |
| 21  | 55  | Christian Fittipaldi | Gramacho Costa       | 29     | a 4 voltas   |      |        |
| 22  | 2   | Allan Hellmeister    | JF Racing            | 28     | a 5 voltas   |      |        |